# Light Tank Mk I
Der Light Tank Mk I war der erste Ansatz der britischen Streitkräfte, einen leichten Panzer zu bauen. Es wurden von 1929 bis 1931 nur einige wenige Fahrzeuge gebaut.

## Entwicklung
Im Jahr 1928 übernahm der britische Rüstungskonzern Vickers-Armstrong die Firma Carden-Loyd Co., die mit ihren Tanketten einige Bekanntheit erworben hatte. Vickers nutzte diese Akquisition, um ins Panzergeschäft einzusteigen, nachdem man zuvor mit Handfeuerwaffen, Schiffen und Flugzeugen aktiv gewesen war. Schon im Vorjahr war man durch den Zukauf von Armstrong-Whitworth erheblich gewachsen, jetzt ging man aktiv ein neues zukunftsweisendes Geschäftsfeld an.
Ausgerüstet mit einem drehbaren Gefechtsturm stellt der Vickers Light Tank Mk I den ersten Schritt in der Entwicklungslinie hin zum später weit verbreiteteren Light Tank Mk IV dar. Für dieses Projekt wurde als Ausgangspunkt die von Vickers angebotene Tankette Carden-Loyd Mk VII gewählt. Diese lieferte bei der Konzeption des Fahrzeugs viele Bauteile und vorhandene technische Lösungen. Allerdings wurde das Fahrzeug und das Fahrwerk entsprechend der Anforderung an einen leichten Panzer neu gestaltet und das erste Fahrzeug der Carden-Loyd Mk. VIII bzw. Light Tank Mk. I (A4 E1) entstand. Ihm folgte eine Reihe von vier weiteren Fahrzeugen A4 E2, A4 E3, A4 E4 und A4 E5.

## Technische Beschreibung

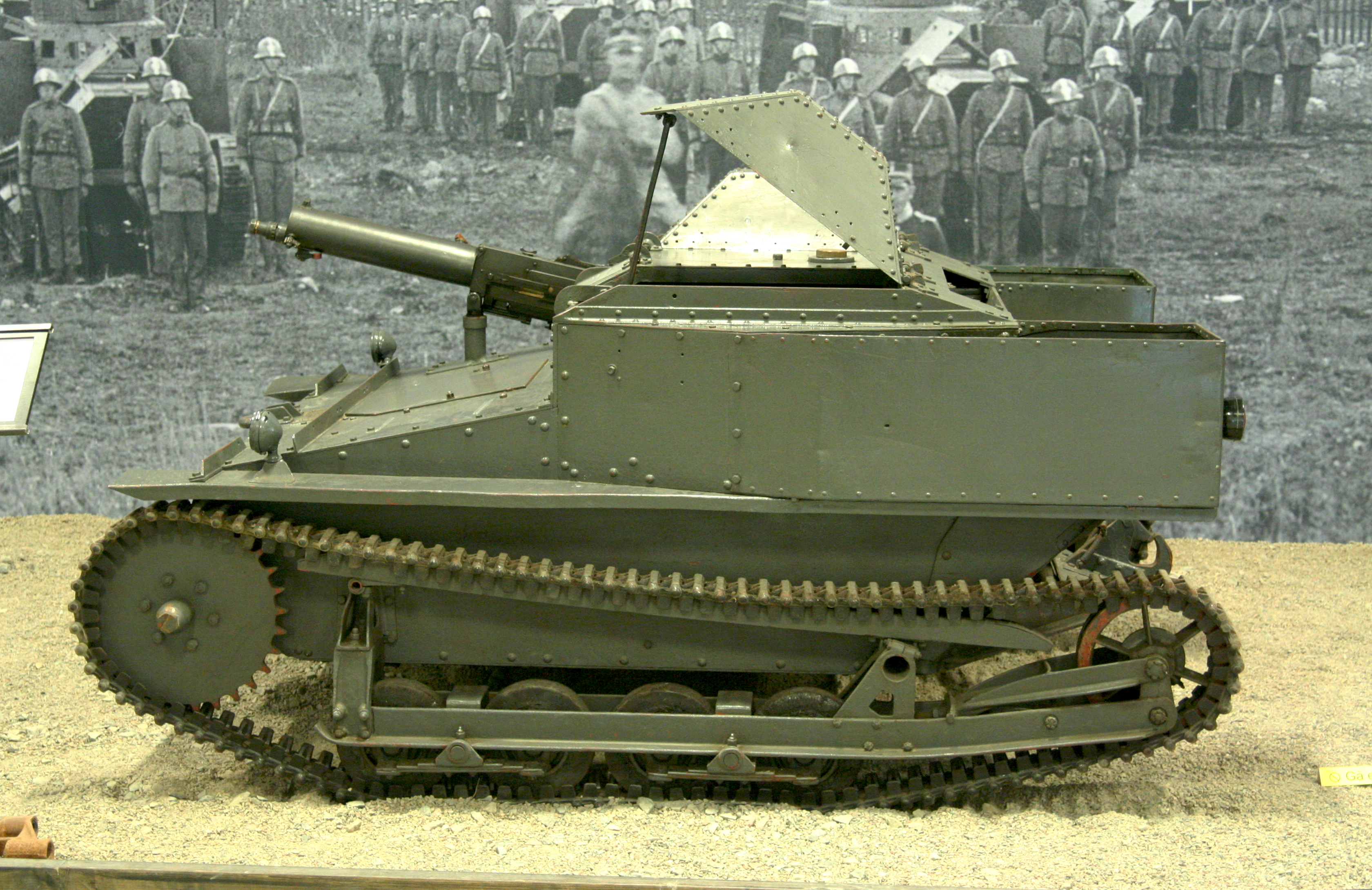
Carden-Loyd Mk VI

Der Light Tank Mk I hatte noch viel vom ursprünglichen Tanketten-Konzept.
Der Mk I (Spezifikation der Army: A4) sah ähnlich aus wie sein direkter Vorläufer, die Carden-Loyd Tankette. Jedoch wurde der äußere Aufhängungsträger durch eine Verstärkung der Aufhängung an den Wannenstützen ersetzt. Ebenfalls hatte der Mk I einen Turm, welcher sich links über dem Kampfraum befand. Dieser wurde allerdings abgeschrägt und durch eine zylindrische Form ersetzt. Die Panzerung betrug 14 mm. Die Fahrerkabine und der Kampfraum befanden sich auf der linken Seite. Das Fahrzeug war 3,63 m lang, 1,67 m hoch und hatte eine Bodenfreiheit von 26 cm. Die Laufrollen hatten einen Durchmesser von 50 cm und waren 6 cm dick.
Die ersten drei Panzer waren mit einem einzelnen wassergekühlten .303 Vickers-Maschinengewehr (MG) bewaffnet, für das 4000 Schuss Munition mitgeführt werden konnten. Der vierte Panzer hatte zwei wassergekühlte Vickers .50-AA-HMG (Anti-Aircraft - Heavy MG) in einem offenen Turm.
Die Panzerung sollte die Besatzung vor dem Beschuss mit Handfeuerwaffen schützen und war 4 mm (Dach und Boden) bis 14 mm (Seiten) stark. Sie bestand aus Walzblechen auf einem Rahmen aus Winkeleisen. Jedoch überhitzte das MG schnell während der Benutzung, da die doch starke Panzerung keine Luftzirkulation ermöglichte. Durch die Panzerung betrug das Gefechtsgewicht 3,5 Tonnen (einige Quellen geben vier Tonnen an), was einen Bodendruck von etwa 29,29 kp/m² in ergab. Es konnten Gräben bis zu 1,52 m, Furten bis zu 0,76 m und Stufen von bis zu 0,63 m überwunden werden.
Auf der rechten Seite befand sich der luftgekühlte 6-Zylinder-Meadows-Ottomotor mit 59 hp (44 kW) bei 3000/min, welcher das Drehmoment über eine Einscheibentrockenkupplung auf ein Zweigang-Hauptgetriebe und ein Zweigang-Hilfsgetriebe mit einem Rückwärtsgang und von dort auf die vorderen Antriebsräder übertrug. Die Lenkung erfolgte durch eine Kombination aus Auskuppeln des Antriebs auf eine Kette und dem Abbremsen auf die andere. Die Kette wurde durch die hintere Umlenkrolle, die auf der gleichen Höhe wie das Antriebsrad lag, über drei Laufrollen wieder zurückgeführt. Diese Konstruktion war bei britischen Panzern absolut neu. Der Kühler war am Heck montiert und durch gepanzerte Lüftungsschlitze geschützt. Die internen Benzintanks fassten 102 Liter und der Mk I hatte dadurch eine Reichweite von 258 km. Die Höchstgeschwindigkeit lag bei 48 km/h.

## Produktion
1928 bekam Vickers den Auftrag zum Bau des entwickelten Mk I und im Oktober 1929 konnten die Prototypen ausgeliefert werden. Vom Mk I wurden fünf Prototypen auf Basis der Carden-Loyd Tankette Mk VIII hergestellt. Vier der fünf Prototypen des Mk I erhielten die Kennnummern A4 E2 bis A4 E5.
Der A4 E2 hatte einen Panzerturm ähnlich dem der Crossley-Panzerwagens D2E1/D2E2. Die beiden .5 Vickers MG wurden mit Gurten geladen, und es gab Stauraum für 4 Ersatzgurte.
Der A4 E4 wurde auf eine Horstman-Schraubenfederaufhängung umgerüstet und erhielt Reibungsstoßdämpfer an der Vorder- und Hinterachse.
Der A4 E5 wurde wie der A4E4 umgebaut, erhielt aber zusätzlich ein Scherenfederung, die angeblich keine Stoßdämpfer benötigte. Alle Arbeiten an diesen Fahrzeugen wurden im Januar 1933 eingestellt.

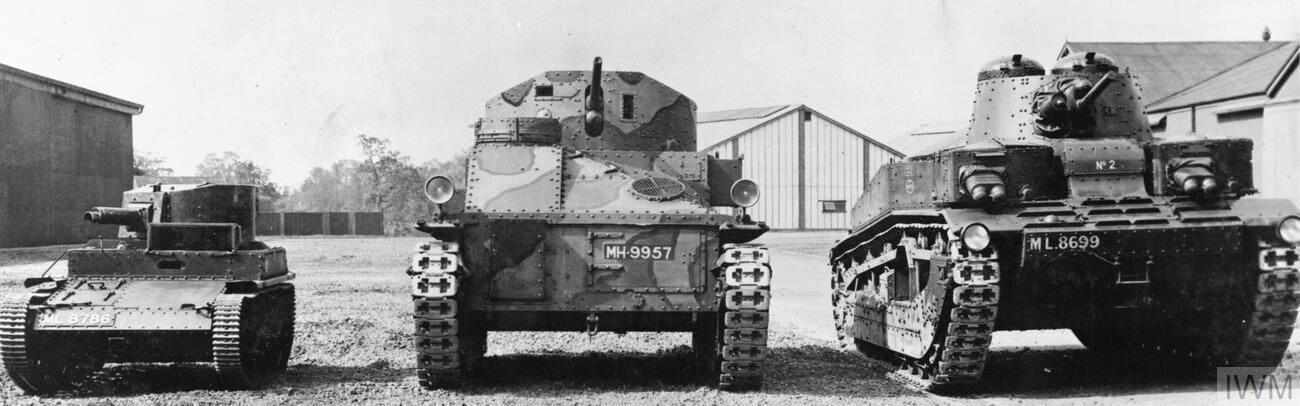
Von links nach Rechts: Light Tank Mk I (A4 E4), Medium Tank Mk II, Vickers A6E2 Medium Tank

Die Fahrzeuge erhielten eine grüne Grundtarnung und schwarze Kennzeichen mit weißer Beschriftung. Die Modellnummer wurde auf der linken Seite in Weiß angebracht. Der Flugzeugabwehrpanzer wurde 1930 in einem störenden Tarnmuster lackiert.

## Varianten

### Light Tank Mk IA
Der Mk IA unterschied sich optisch vor allem durch die Form der Wanne, die eine bessere Unterbringung der zweiköpfigen Besatzung ermöglichte. Die Panzerung bestand aus 9 mm dicken Panzerplatten, die mit einem Winkelrahmen aus Baustahl verschraubt waren. Der Fahrer saß vorne links, der Kommandant/Kanonier dahinter im Kampfraum. Ein Meadows-Motor, wie er in den Mk Is verwendet wurde, war in der rechten Seite des Fahr- und Kampfraums eingebaut und trieb über eine Einscheibentrockenkupplung und ein Meadows-Schieberitzelgetriebe, ein Differentialgetriebe sowie eine Lenkkupplung und -bremse an. Der Kühler befand sich an der Rückseite des Motors und die Kühlluft wurde durch Lüftungsschlitze an der hinteren Rumpfplatte abgeleitet. Auf jeder Seite befanden sich vier gummibereifte Laufrollen mit einem Durchmesser von 50 cm und sechs Speichen. Die Spureinstellung wurde durch eine Spannvorrichtung an der letzten Laufrolle erreicht. Drei gummibereifte Rollen dienten als Trägerrollen.

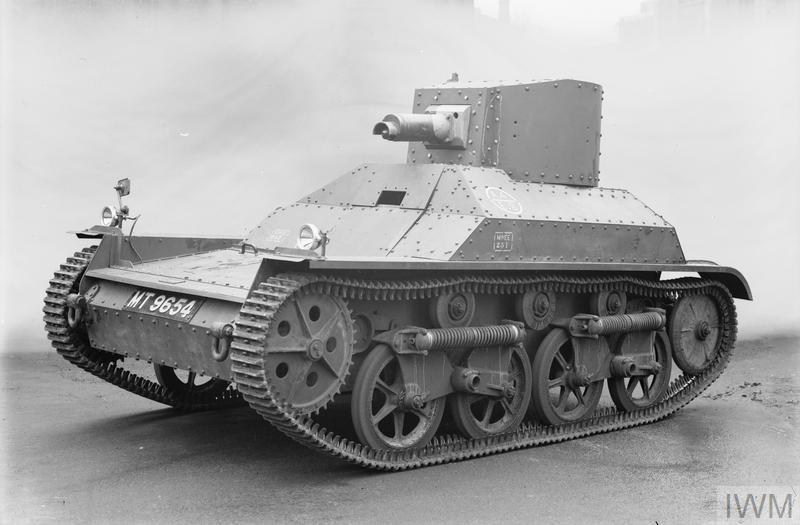
Vickers Light Tank Mark IA (A4E8)

Die ersten vier Mk IA hatten alle den gleichen Turm wie die Mk I's. Der fünfte hatte allerdings einen neuartigen und größeren Turm, der mit einem .303-Maschinengewehr über einem .5-Maschinengewehr bewaffnet war. Diese waren so angeordnet, dass die Höhenwinkel synchronisiert waren, um sowohl Boden- als auch Luftabwehrfähigkeiten zu bieten. Diese Anordnung ermöglichte die Montage von zwei Geschützen in dem relativ kleinen Turm.
Einige Quellen geben an, dass alle fünf ursprünglich mit Blattfederung gebaut wurden, von denen vier bis 1931 auf Horstmann-Federung umgerüstet wurden, während andere die folgenden Daten angeben:
Der A4E6 wurde im September 1930 ausgeliefert. Der Meadows-Motor wurde zwischen Februar und August 1934 durch einen Ricardo S65/4-Dieselmotor ersetzt. Das Fahrzeug wurde im April 1935 zerlegt. Die Tarnung des Fahrzeugs war ein vierfarbiges Tarnschema, das aus sandfarbenen, grauen und grünen Flecken mit schwarzer Umrandung bestand.
Der A4E7 wurde im Oktober 1930 ausgeliefert und im März 1931 mit einer Horstmann-Schraubenfederung und im Februar 1932 mit einem Ricardo-Dieselmotor ausgestattet. 1934 wurde das Fahrzeug zerlegt.
Der A4E8 wurde im Oktober 1930 mit Horstmann-Federung gebaut und im Januar 1934 nach Ägypten geschickt.
Der A4E9 wurde im Oktober 1930 ausgeliefert und im Februar 1934 nach Ägypten geschickt.
Der A4E10 wurde im November 1930 mit einem mit zwei Maschinengewehren bestückten Turm ausgeliefert. Im Februar 1932 wurde eine neue Federung eingebaut, aber es ist nicht bekannt, welcher Typ. Er wurde im Januar 1935 zu Sprengversuchen geschickt.
Der verwendete Ricardo-Dieselmotor hatte eine Bohrung von 121 mm und einen Hub von 140 mm, was einen Hubraum von 6412 cm³ ergab, mit einer Leistung von 70 hp bei 1900/min. An diesen Motor war ein Dorman-Getriebe (drei Vorwärtsgänge, ein Rückwärtsgang) angeflanscht. Optisch konnte man die Panzer mit Ricardo-Motor durch den größeren Auspuff von jenen mit Ottomotor unterscheiden. Der Mk. IA hatte eine deutlich erhöhte Gefechtsmasse von 4,43 t und eine maximale Geschwindigkeit von 48 km/h auf der Straße.